# Entretenimento

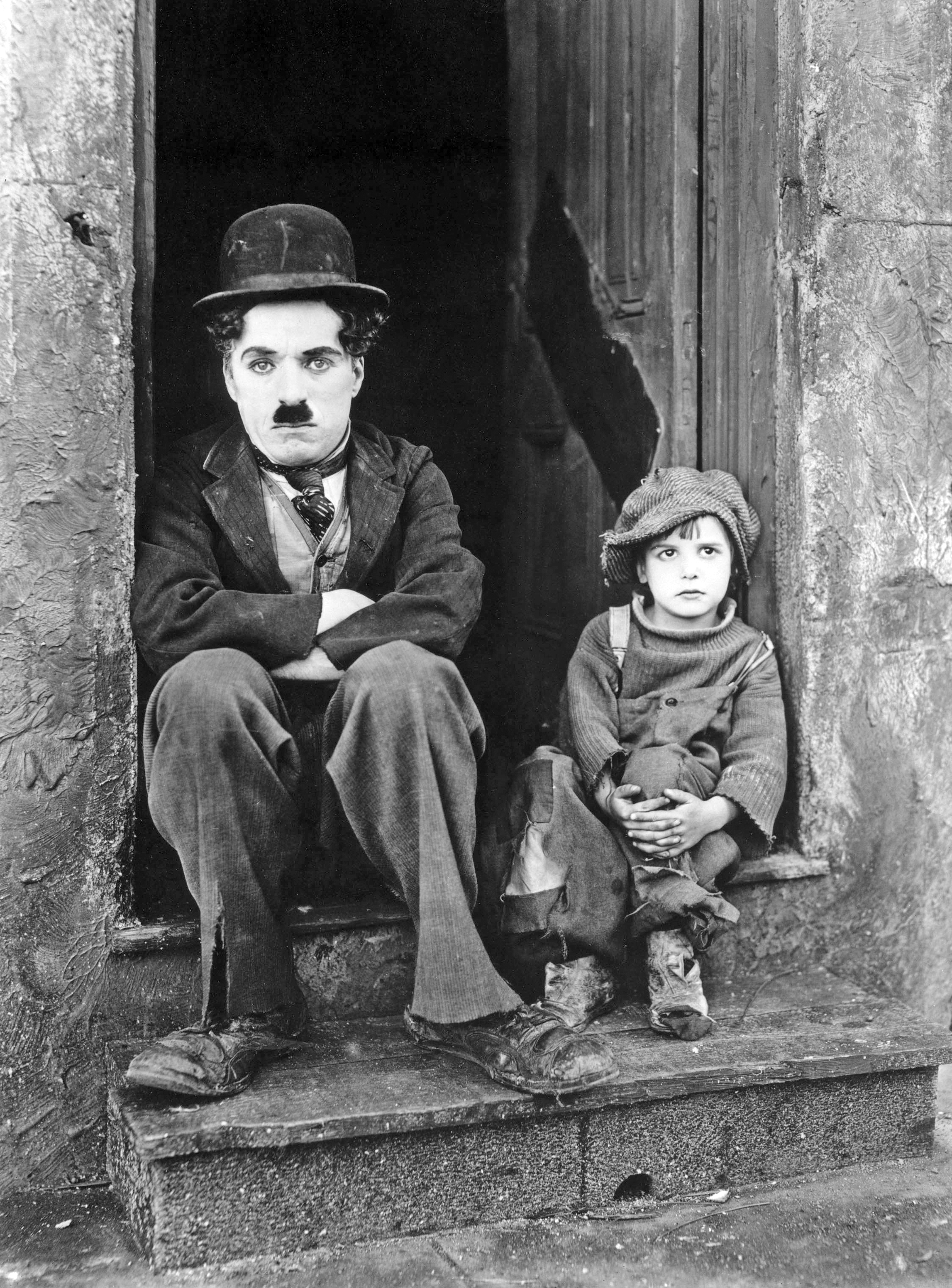
The Kid, filme de 1921

Entretenimento ou entretimento é qualquer ação, evento ou atividade com o fim de entreter e suscitar o interesse de uma audiência. É a presença de uma audiência que torna qualquer atividade privada de recreação ou lazer em entretenimento. A audiência pode ter um papel passivo, como quando se assiste a uma peça teatral, ópera, programa de televisão ou filme; ou um papel ativo, como no caso dos jogos. O entretenimento pode ser público ou privado e envolver uma atuação formal e pré-determinada, como no caso do teatro ou dos concertos, ou uma atuação espontânea, como no caso dos jogos. Muitas das formas de entretenimento são transversais ao longo da História e das culturas e evoluem em função das alterações culturais e tecnológicas. Os filmes e os jogos eletrônicos, por exemplo, embora façam uso de novos suportes e media, continuam a narrar histórias e a fazer uso da música. Os festivais dedicados à música, cinema ou dança permitem o entretenimento de uma audiência ao longo de vários dias consecutivos.
Algumas das atividades que outrora foram consideradas entretenimento, como as execuções públicas, foram sendo sucessivamente removidas da esfera pública. Outras atividades que ao longo da História foram competências essenciais de determinadas profissões, como o manejo de espadas ou o tiro com arco, são hoje desportos de competição, tornando-se ao mesmo tempo formas de entretenimento à medida que se tornam apelativos para uma audiência cada vez maior. O que um grupo ou indivíduo interpreta como entretenimento pode ser encarado como trabalho por outros.
O entretenimento proporciona divertimento, satisfação pessoal e boa disposição. Em determinadas circunstâncias e contextos, o entretenimento tem adjacente um propósito sério, como no caso de celebrações, festividades religiosas ou sátiras. Como tal, existe a possibilidade de que o que aparenta ser entretenimento possa também ser uma forma de desenvolvimento cultural e intelectual. O apelo do entretenimento, a par com a sua capacidade de usar diferentes media e do seu potencial para adaptações criativas, tem assegurado a continuidade e longevidade de muitas formas, temas, imagens e estruturas sociais.

## Definição
O entretenimento é diferente de atividades como a educação ou o marketing, embora essas atividades tenham aprendido a recorrer ao apelo do entretenimento como ferramenta auxiliar. A importância e o impacto do entretenimento é reconhecida no meio acadêmico e a sua crescente sofisticação tem influenciado a prática em campos tão diversos como a museologia.
A psicologia determina que a função do entretenimento é a obtenção de gratificação pessoal ou coletiva. Normalmente, não se espera mais nenhum resultado ou benefício quantificável. O entretenimento tem mecanismos opostos à educação, a qual é concebida com a função de desenvolver as capacidades de compreensão ou de ajudar as pessoas na aprendizagem, e do marketing, cuja função é aliciar as pessoas a comprar produtos. No entanto, a fronteira tem-se tornado ténue à medida que a educação procura incorporar elementos recreativos e o entretenimento e o marketing procuram incorporar elementos educativos. Estas simbioses são conhecidas pelos neologismos de edutainment ou infotainment. No entanto, muitas situações em que se combina entretenimento com educação são tentativas sérias de conjugar as melhores valências de cada um.
O entretenimento pode ir para além da simples gratificação e ser um veículo de transmissão de elementos culturais na audiência. Muitas das grandes questões filosóficas e existenciais podem proporcionar uma infinidade de narrativas, apresentadas na forma de histórias, argumentos de cinema ou teatro, poesia, literatura, dança, banda desenhada ou jogos. Entre as obras dramáticas que articulam questões filosóficas contam-se exemplos tão diversos como o influente Hamlet de Shakespeare, que explora temas como a traição, vingança, incesto, corrupção e moralidade, ou The Matrix, que explora a natureza do conhecimento. Os romances proporcionam igualmente um vasto leque de exploração de questões filosóficas ao mesmo tempo que entretêm os leitores. Um dos exemplos de uma obra criativa que apresenta questões filosóficas de forma entretida é The Hitchhiker's Guide to the Galaxy; inicialmente um programa de humor radiofónico, a história tornou-se tão popular que foi adaptada para a literatura, cinema, televisão, teatro, banda desenhada, audiobook, jogos eletrónicos, e traduzida para várias línguas. Os temas apresentados vão desde o sentido da vida à ética do entretenimento, inteligência artificial, Deus ou métodos filosóficos.

## História
A narração de histórias desempenha um papel importante na maior parte das formas de entretenimento desde a pré-história, e cujo método simples ainda hoje é um comportamento cultural frequente.
A mesma peça dramática pode ser apresentada num teatro ao ar livre, num music hall, numa sala de cinema ou através de um dispositivo eletrónico pessoal, como um tablet. A alteração do contexto histórico, cultural, tecnológico e económico influencia a escolha ou a preferência por determinados recintos de entretenimento, embora as características principais de cada um deles pouco se tenha alterado ao longo dos séculos. Desde a antiguidade que existem estruturas arquitetónicas dedicadas em exclusivo às formas de entretenimento, como teatros, auditórios e estádios. Um dos recintos mais notáveis é o Coliseu de Roma, onde eram apresentados ao público espetáculos, competições, corridas e desportos.
Algumas formas de entretenimento tornaram-se controversas, tendo algumas sido proibidas. A caça de animais selvagens é ainda hoje vista por alguns como entretenimento, embora outras formas de entretenimento com recurso a animais se tenham tornado extremamente controversas. A caça desportiva, enquanto forma de entretenimento público e espetáculo, foi introduzida no Império Romano a partir de Cartago.
Algumas das formas de entretenimento, sobretudo música e peças dramáticas, deram origem a inúmeras variantes de forma a responder a um vasto leque de preferências pessoais e expressões culturais. Muitas das formas de entretenimento estão incorporadas ou são apoiadas por outras formas. Por exemplo, muitas das peças dramáticas recorrem à música para realçar a sua expressividade. Outras formas incorporam jogos ou desporto de forma a serem mais atrativas. É relativamente comum que a origem de algumas formas de entretenimento tenham tido origem em atividades tidas como sérias ou necessárias (como a corrida ou o salto), que evoluem para competição e, consequentemente, para entretenimento. Os combates de gladiadores, populares durante a época Romana, são um bom exemplo de uma atividade que combina desporto, castigos corporais e entretenimento. Exemplos de entretenimento violento como este têm servido como argumento para a posição de que o entretenimento contemporâneo é menos violento do que no passado, apesar do recurso à violência como forma de entretenimento nos media modernos. Muito do equipamento para atividades outrora necessárias, como a pesca, foi alvo de inovações tecnológicas em função da sua função recreativa.
Embora a maior parte das formas de entretenimento tenha sido constante ao longo da História, algumas formas bastante populares em épocas passadas já não são vistas como aceitáveis. Por exemplo, durante vários séculos a participação popular no julgamento e castigo de criminosos e proscritos, ou outras cerimónias de humilhação pública eram vistas como entretenimento. Mesmo a execução de penas capitais como o enforcamento e a decapitação, exibidas em público como medida de dissuacção, eram vistas em parte como entretenimento, chegando-se mesmo a optar por execuções com processos demorados, como o apedrejamento, de forma a prolongar o espetáculo público. Os castigos públicos enquanto entretenimento só cessaram no século XIX, fruto da crescente contestação na classe média.

## Infância
O entretenimento infantil centra-se em jogos e brincadeiras, e é fundamental na aprendizagem, desenvolvimento e formação de personalidade da criança. Os adultos ensinam e transmitem várias formas de entretenimento e muitas das atividades apelativas às crianças, como os fantoches, palhaços, pantominas ou banda desenhada são também apreciadas por adultos.
A maior parte das formas de entretenimento pode ser adaptada para se ajustar ao interesse e capacidade das crianças. Durante o século XX, tornou-se evidente que o desenvolvimento psicológico das crianças se processa em estágios e que as suas capacidades são diferentes das dos adultos. Começam a surgir histórias e atividades desenvolvidas especificamente para uma audiência infantil, na forma de livros, filmes ou jogos. São implementados sistemas de classificação etária de forma a orientar melhor o público.
Na atualidade, tal como acontece para os adultos, estão disponíveis várias formas de entretenimento para crianças através da internet, o que constitui uma alteração significativa em relação a épocas anteriores. A quantidade de tempo dispendida pelas crianças em entretenimento proporcionado pela televisão ou computadores, a par do assinalável colapso da relação da criança com o meio envolvente, tem sido alvo de diversas críticas pelo efeito negativo que acarreta a nível da imaginação, cognição e bem-estar psicológico.

## Formas

### Música
A música é um componente fundamental em muitas formas de entretenimento e em vários artes performativas. É usada para realçar determinados aspectos de uma narrativa, é indispensável na dança (1) e na ópera, e é muito frequentemente incorporada em filmes e peças de teatro.
A música é em si própria uma forma autónoma de entretenimento popular e universal. (2, 4, 5, 6, 7, 8, 9) De acordo com o ritmo, instrumentos, estilo e forma de atuação, a música pode ser dividida em vários géneros, como a música clássica, o jazz, folk (3, 5, 8) ou o rock (6, 9). Até ao século XX, as atuações musicais estavam ao alcance de apenas uma minoria capaz de pagar a atuação dos intérpretes. A introdução do registo em suportes pré-gravados, para venda ou difusão radiofónica, fez com que a música passasse a ser um bem de consumo, disponível de forma barata a milhões de pessoas.
Todas as atuações musicais constituem uma forma de entretenimento, independentemente de serem ou não amplificadas (4, 6, 7, 9, 10) ou de serem interpretadas a solo (4, 6), em coro (2), orquestra (5, 8) ou conjunto (3). As atuações ao vivo são realizadas em recintos próprios, com tamanho variável, interiores ou exteriores e desde gratuitos a caros. Os diferentes tipos de audiência têm diferentes expectativas em relação aos intérpretes e ao seu próprio papel durante a atuação. Por exemplo, determinadas audiências preferem a audição em silêncio e são entretidas puramente pela excelência da música ou da interpretação (5, 8), enquanto que outro tipo de audiência recebe o entretenimento através do ambiente e participação coletiva (7, 9). Grande parte dos ouvintes é entretida pela audição em privado de música pré-gravada (10).
Os instrumentos usados em entretenimento musical podem ser constituídos apenas pela voz (2, 6), serem apenas instrumentais (1, 3), ou serem alguma conjugação de ambos (4, 5, 7, 8). A audiência pode ser individual (10), móvel (3), pequena (1, 2) ou grande (6, 7, 8, 9). O canto é normalmente acompanhado por instrumentos, embora algumas formas usem apenas a voz.
Entretenimento musical
- 1 Instrumentos tradicionais a acompanhar dança (Tibete, 1949)
- 2 Coro infantil (Rússia, 1979)
- 3 Conjunto musical no metro de Paris (2002)
- 4 Solista acompanhado de suporte instrumental e iluminação (Rússia, 2007)
- 5 Coro e orquestra em atuação numa igreja (Itália, 2008)
- 6 Audiência contemporânea num estádio antigo ao ar livre (Grécia, 2009)
- 7 Concerto musical com audiência em pé (Alemanha, 2008)
- 8 Audiência numa sala de concertos (Holanda, 2010)
- 9 Crowd surfing durante um concerto (França, 2011)
- 10 Audição individual de música através de auscultadores (Rússia, 2010)

## Formas
Algumas formas de entretenimento:
| - Mídia - Cinema - Filmes - Televisão - Animação - Internet - Blog - Chat - Videogame - Multimídia - Aquarismo - Esportes - Exposição - Festas - Festas populares - Festivais - Humor - Passatempo e Recreação: - Brinquedos - Jogos - Videogame | - Leitura - Livros - Quadrinhos - Revistas - Jornais - Artes cénicas - Música - Dança - Pesca - Rádio - Teatro - Turismo - uso e/ou aprecieção de todo tipo de arte |

## Locais
Alguns lugares também são considerados entretenimento, como os seguintes:
- Acampamento e piquenique
- Cabaré
- Danceteria
- Circo
- Exposição (Feira)
- Museu
- Ópera
- Parque (temáticos, de diversão e zoológico)
- Rodeio